# Pieni-Korpinen
Pieni-Korpinen och Iso-Korpinen är sjöar i Finland. De ligger i kommunen Puolango i landskapet Kajanaland, i den centrala delen av landet, 500 km norr om huvudstaden Helsingfors. Pieni-Korpinen ligger 180,3 meter över havet. Den är 5,9 meter djup. Arean är 20 hektar och strandlinjen är 1,92 kilometer lång. Sjön  ingår i Uleälvens huvudavrinningsområde.   Den sträcker sig 0,8 kilometer i nord-sydlig riktning, och 0,8 kilometer i öst-västlig riktning.